# Ибрагимов, Ринат Рашидович
Рина́т Раши́дович Ибраги́мов (7 марта 1986, Усть-Каменогорск, Казахская ССР) — российский хоккеист, защитник. Обладатель Кубка Гагарина 2014 года в составе магнитогорского «Металлурга».

## Достижения
- Чемпион мира среди юниоров — 2004.
- Чемпион России — 2007, 2014.
- Обладатель Кубка Шпенглера — 2005.
- Обладатель Кубка европейских чемпионов — 2008.
- Обладатель Кубка Гагарина — 2014.

## Статистика
| Легенда | Легенда                    | Легенда | Легенда                   | Легенда | Легенда    |
| ------- | -------------------------- | ------- | ------------------------- | ------- | ---------- |
| И       | Количество проведённых игр | Штр     | Штрафное время            | +/−     | Плюс-минус |
| Г       | Голы                       | П       | Голевые передачи          | О       | Очки       |
| -       | Статистика неизвестна      | —       | Статистика не учитывалась |         |            |

### Клубная карьера
- a В этом сезоне в «Плей-офф» учитывается статистика игрока в Кубке Надежды.